# Der Papa wird’s nicht richten
Der Papa wird’s nicht richten (engl. Titel: Father Knows Worst) ist die 18. Folge der 20. Staffel und damit die 438. Episode der Serie Die Simpsons.

## Handlung
Nach der Entfernung eines alten Boilers findet Marge eine Sauna in ihrem Keller. Voller Freude entschließt sie jedoch, dieses Geheimnis vorerst für sich zu behalten. 
Homer hingegen hat sich die Zunge verbrannt und reagiert nun stark empfindsam auf Geschmacksreize. Was er jedoch gut verträgt ist das besonders fade Essen der Schulkantine. Also geht er dort mittags essen und trifft seine Kinder wieder. So beobachtet er Bart als einen Verlierer und Lisa als unbeliebt bei ihren Mitschülerinnen. Dort trifft er ebenfalls auf eine Heilikopter-Mutter, die ihm erklärt, dass seine Kinder nur erfolgreich sein können, wenn er sie ständig überwacht und fördert. Daher versucht er nun, die Probleme von Bart und Lisa zu lösen. Mit Hilfe eines Ratgebers versucht er seine Tochter aufzubauen. Nach der Organisation einer Handy-Dekorations-Party kommt sie bei ihren Mitschülerinnen nun besser an. Bart hingegen soll beim Modellbau-Wettbewerb auftrumpfen. Im Laden wählt Homer das schwierigste Modell aus, die Westminster Abbey. Homer übernimmt dabei den schwierigen Aufbau, doch nachdem er über dem Modell eingeschlafen war und wild mit den Händen fuchtelt, kann nur noch ein lächerlich deformiertes Objekt abgegeben werden. Beim Wettbewerb jedoch wird Bart zum Sieger erklärt, da das Modell augenscheinlich als einziges von einem Kind zusammengebaut sei. Bart jedoch spricht die Wahrheit aus zum Entsetzen des Publikums. Auch Lisa möchte dieses oberflächliche Leben nicht mehr. Deprimiert, da Homer nun das Leben seiner Kinder nicht bestimmen kann, kommt er zu Marge, die ihn sogleich in die Sauna einlädt, wo sie beide schließlich gemeinsam entspannen.

## Titelbezug
Der Originaltitel der Folge spielt auf die Fernsehserie Father Knows Best (deutscher Titel: Vater ist der Beste) an, der deutsche Episodentitel dagegen auf den Schlager Der Papa wird’s schon richten.

## Rezeption
Robert Canning von der Website IGN gibt eine mittlere Wertung und hält die Story für solide und die Gags lustig.
Für diese Folge gewann Dan Castellaneta, der englische Synchronsprecher von Homer Simpson, den Emmy-Award 2009 in der Kategorie Outstanding Voice-Over Performance.